# Кэмпбелл (округ, Виргиния)
Округ Кэмпбелл (англ. Campbell County) располагается в США, в штате Виргиния. По состоянию на 2010 год, численность населения составляла 54 842 человек. Получил своё название в честь американского генерала Уильяма Кэмпбелла.

## География
По данным Бюро переписи США, общая площадь округа равняется 1313 км², из которых 1305 км² суша и 9 км² или 0,7 % это водоёмы.

### Соседние округа
- независимый город Линчберг (Виргиния) — северо-запад
- Амхерст (Виргиния) — север
- Аппоматтокс (Виргиния) — северо-восток
- Шарлотт (Виргиния) — восток
- Галифакс (Виргиния) — юго-восток
- Питсилвейния (Виргиния) — юго-запад
- Бедфорд (Виргиния) — запад

## Демография
По данным переписи населения 2000 года в округе проживает 51 078 жителей в составе 20 639 домашних хозяйств и 14 694 семей. Плотность населения составляет 39 человек на км². На территории округа насчитывается 22 088 жилых строений, при плотности застройки 17 строений на км². Расовый состав населения: белые — 83,24 %, афроамериканцы — 14,71 %, коренные американцы (индейцы) — 0,19 %, азиаты — 0,62 %, гавайцы — 0,01 %, представители других рас — 0,33 %, представители двух или более рас — 0,90 %. Испаноязычные составляли 0,83 % населения.
В составе 30,80 % из общего числа домашних хозяйств проживают дети в возрасте до 18 лет, 56,00 % домашних хозяйств представляют собой супружеские пары проживающие вместе, 11,40 % домашних хозяйств представляют собой одиноких женщин без супруга, 28,80 % домашних хозяйств не имеют отношения к семьям, 24,60 % домашних хозяйств состоят из одного человека, 8,80 % домашних хозяйств состоят из престарелых (65 лет и старше), проживающих в одиночестве. Средний размер домашнего хозяйства составляет 2,45 человека, и средний размер семьи 2,91 человека.
Возрастной состав округа: 24,00 % моложе 18 лет, 7,70 % от 18 до 24, 29,30 % от 25 до 44, 25,60 % от 45 до 64 и 15,30 % от 65 и старше. Средний возраст жителя округа 40 лет. На каждые 100 женщин приходится 95,30 мужчин. На каждые 100 женщин старше 18 лет приходится 92,30 мужчин.
Средний доход на домохозяйство в округе составлял 37 280 USD, на семью — 42 901 USD. Среднестатистический заработок мужчины был 32 108 USD против 22 286 USD для женщины. Доход на душу населения составлял 18 134 USD. Около 7,90 % семей и 10,60 % общего населения находились ниже черты бедности, в том числе — 14,10 % молодежи (тех кому ещё не исполнилось 18 лет) и 10,90 % тех кому было уже больше 65 лет.